# Konstantin Sharovarov
Konstantin Grigorevich Sharovarov (em russo:  Константин Григорьевич Шароваров; Minsk, 15 de agosto de 1964) é um ex-handebolista soviético, campeão olímpico.
Sharovarov atuou em duas partidas marcando dois gols.